# 姐姐風采依舊
《姐姐還活著》，為韓國SBS於2017年4月15日起播出的週末連續劇，由《上流社會》、《倒數第二次戀愛》崔英勳導演與《華麗的對決》、《我的女兒，琴四月》金順玉編劇時隔5年繼《五指》後再度聯手打造的作品。此劇講述在同一天中三位女子在一場不明的車禍意外中失去最重要的人事物，她們在沒有背景、金錢，也沒人能依靠的世界上互相依靠、成長以及扭轉命運揭發車禍肇事者的罪行，再次過著全新美好生活的故事。

## 演員陣容

### 主要人物
| 演員                | 角色                   | 介紹 | 國語配音            | 國語配音            | 粤語配音            |
| 演員                | 角色                   | 介紹 | 台灣                | 新馬ONE TV          | 有線電視            |
| 張瑞希              | 閔德希                 | 童星出身的女演员，過去身為明星時總是依賴身為自己專屬經紀人的母親，完全不懂得學會照顧自己與負些責任，直至对手占据自己的位置加上母親的離世後终日以泪洗面，為了找到殺害母親的兇手在悬崖边上与犯人正面相对。喜歡必模已和他訂婚但因君子的身亡的消息無法順利結婚。起初誤以為殺害母親的人就是君子所以對必模十分不諒解，後來懷疑桂華的行跡進去具家成為必模的私人秘書，在知道桂華是謀害母親和君子的兇手後決心尋找她的犯罪證據。跟紅詩談話而得知達熙是引發車禍的肇事者，還發現她假冒真正的富家千金Sara朴來掩人耳目的經過。 | 馮嘉德              | 許淑嬪              | 王綺婷              |
| 張瑞希              | 宋敏貞                 | 具必模的前妻，世京、世厚的母親。容貌跟德萊長相極為相似，除了眼角的痣之外。因為無法接受世厚的離奇失蹤的消息下離世。 | 馮嘉德              | 萬萬                | 王綺婷              |
| 吳允兒              | 金恩秀                 | 大企業秘書出身，秋泰秀的前妻，雅凜的母親，結婚後就專職於家庭主婦，由於忙著工作疏於照顧女兒小美，因此變成只看著女兒而活的「女兒的傻母親」。當女兒小美在家中發生火災中因受傷無法脫困不幸喪命為此深感自責，後來發現火災是丈夫所做的，甚至還發現丈夫跟世京搞外遇的行為後決心要為了替女兒報仇決定拋棄自尊，然後與河莉聯手對付丈夫與世京，卻很關心世京的兒子勇河。 | 魏晶琦              | 丘梅君              | 王慧珠              |
| 金珠賢              | 姜河莉                 | 載日的前妻，河世的姊姊，自年少時失去雙親獨自照顧妹妹河世，擁有開朗形象是小區中的「事媽」，無論發生什麼事也要管。原本和妹妹就讀高中學校的校長之子載日結婚，卻在結婚當日發生意外並在一場車禍中痛失丈夫載日。知道謀害載日的是世京後與恩香和德萊聯手。原本對基燦產生鍾情卻因羅大仁夫婦二人的關係而拒絕他。之後得知達熙是引發車禍的肇事者也得知她假冒富家千金Sara朴來掩人耳目的經過時決定對付達熙。 | 詹雅菁              | 楊凱凱              | 王夢華              |
| 金多順              | 梁達熙/ Sera朴（假扮） | 基燦的前女友，紅詩同母異父的姐姐，對貓毛有嚴重過敏，外表雖然很美也很善良、像是出身於富家，但是性格卻因自己出身於貧困家、遭逢外界的歧視與富家千金的欺凌下變的黑化，甚至變的心狠手辣、為了自己的利益總是做些無法無天的行徑。 自年少時因家境貧寒與母親相依為命，直至母親再婚並且生下妹妹紅詩去世后為此痛恨繼父末福和同母異父的妹妹紅詩，之後在美國留學並且在SPA沙龍美容院工作，屢次要脅繼父寄給自己許多生活費來繳房租，雖然自己凭借着卓越的化妆能力逐渐出名，但是在外界中不但被孤立還被歧視自己的富家千金Sara朴給屢次刁難與欺凌下被解雇，因此跟Sara朴發生扭打時卻失手讓她昏迷不醒，然後受到Sara朴的女傭的要脅下不得不回到韩国，為了自己的人生先是背叛恋人基燦盜取他改良品种的花讓他頂替自己的罪行，還短暫駕駛計程車以超速驾驶造成四起車禍事故時將罪行嫁禍給繼父末福，甚至用許多不擇手段來迫害與欺凌紅詩從此走上无法回头的恶路。 雖然藉著世京的幫忙下假冒Sara朴成為Ruby化妝品開發部的組長卻屢次受到為難，後來錄製到史君子與桂華爭執時發生意外的過程藉此跟世俊結婚成為必模的兒媳，甚至要脅桂華與假裝懷孕而獲得會信任後擔任空融集團本部長與掌握具家的管理權。在被仇家之一兼Sara朴的母親Vicky鄭給識破自己的謊言並且打算向具家說出真相因此處於崩潰的情況，在第38集和Vicky鄭發生扭打時將她給推倒就偽造成意外事故的現象，卻被不明人物給襲擊時懷疑Vicky鄭還活著。第44集遇到疑似為Vicky鄭的人，第48-49集被具會長、Vicky鄭與德萊給揭發自己的罪行，先是被Vicky鄭給強制點入會失明的眼藥水(實際上是食鹽水)還被具會長一家給逐出具家，只好待在朋友開設的美容院上方的房屋處。50集後中因為得知紅詩持有繼父要給自己向警方自首的行車記錄儀的記憶卡於是決定暫時住在羅家，卻因受仇家之一的河莉與大仁夫婦的連續阻撓下無法找到記憶卡。 | 張乃文              | 詹雅菁              | 鄭家蕙              |
| 李知勳 童年：洪東永 | 薛基燦/ 具世厚         | 達熙的前男友，載日的摯友，世俊同父異母的哥哥。因桂華的緣故而失去幼時的記憶在孤兒院長大，雖然沒有良好的學歷卻對於花卉栽培很有研究，想用自己栽培的花做出最好的天然化妝品，卻遭受戀人達熙的背叛而且又被空融集團搶走品種改良成功的花的筆記，在朋友載日在婚禮當天開著自己所準備的婚車開車途中發生車禍意外而去世。之後知道載日的意外身亡跟空融集團有關連，因此決定要對達熙展開復仇也要跟空融集團對抗到底，儘管恢復記憶後對自己的父親感到很失望下決心跟河莉與大仁夫婦連手對付達熙、世京、世俊和桂華。 | 李世揚 童年：張乃文 | 于正昌 童年：許淑嬪 | 張振熙 童年：梁瑞芬 |
| 趙潤宇 童年：李時勳 | 具世俊/ 申世俊         | 世厚(基燦)與世京同父異母的弟弟。认为無理的口气，晦气的眼神，傲慢的态度是财阀繼承者的条件，因此在具家中是個麻煩人物。起初是私生子無法被重視，但在自己同父異母的哥哥世厚失踪後擁有家中有地位，但由于三天两头惹是生非无法得到父親的承认下因此身心受到创伤。从美国回到韩国后得到最后的机会隐藏着身份在空融集团开始实习生活後和河莉相見。曾向河莉表白但遭到拒絕，但也知道河莉喜歡基燦。後來從母親桂華的口中知道基燦的真實身份後想制止他。卻因達熙傳送的影片而知母親桂華謀害祖母卻選擇替她隱瞞，之後為了幫助被誣陷的河莉和基燦的情況和假冒富家千金Sara朴的達熙結婚，不過從Sara朴的母親Vicky鄭的口中得知達熙假冒真正Sara朴的事實後決定對抗她，然後在第48-49集跟家人合作將達熙給逐出家門。在和琴益賢會長見面得知祖母還活著的真相後決定告知基燦，然後與他合作向父親揭發母親桂華讓祖母發生意外受傷的真相。 | 鈕凱暘 童年：詹雅菁 | 何志威 童年：楊凱凱 | 李家傑 童年：王綺婷 |

### 空融集團
| 演員                | 角色   | 介紹 | 國語配音 | 國語配音          | 粤語配音 |
| 演員                | 角色   | 介紹 | 台灣     | 新馬ONE TV        | 有線電視 |
| 金守美              | 史君子 | 具家老夫人，必模與必順的母親亦是世俊、世京與世厚的祖母，總是袒護總是闖禍的孫子世俊。後來知道基燦就是世厚的真相因此跟桂華發生爭執時被她給推落樓梯跌落下來陷入昏迷，還差點被桂華與達熙給謀害，所幸被琴益賢會長所救而活著(但只有基燦和世俊知道這件事)。 | 馮嘉德   | 詹雅菁            | 王慧珠   |
| 孫暢敏              | 具必模 | 空融集團會長，世俊、世京與世厚的父親，起初是個自私自利的人。疼愛世厚卻對女兒世京與私生子世俊相當很冷漠，喜歡德萊起初向她求婚成功但在得知母親發生意外的消息而取消婚禮，還受桂華的挑撥而誤會德萊，直至在解清誤會並且知道桂華的罪行。雖然與Vicky鄭聯手揭穿達熙的身份將她給逐出具家，但依然不相信基燦(世厚)的勸告繼續使用有問題的化妝品。直至得知世京罹癌末期、加上集團販賣有害的化妝品被基燦、桂華與達熙的舉發下陷入倒閉危機時才有所改變。 | 梁興昌   | 于正昌            | 楊耀泰   |
| 卞貞秀              | 具必順 | 必模的妹妹，世俊、世京與世厚的姑姑。養一只名叫果汁的狗，曾喜歡大仁，也在跳舞學院的別名是「女人的香氣」。懷疑母親的意外事故和桂華有關因此和大仁與尚美聯手尋找桂華犯案的證據。 | 張乃文   | 丘梅君            | 陳子瑩   |
| 梁瀞疋              | 李桂華 | 世俊的生母，原具家的管家，為了兒子世俊的人生就算用不擇手段也在所不惜。前期在具家被稱為李小姐，在具家擔任管家長達三十年卻得不到重視還被冷漠，因此為了對具家展開報復先是讓世厚給流落在外，然後假扮捨命相救得到君子的認證為世俊的生母。後來在基燦(世厚)出現時因為懷疑他是世厚，於是調換DNA報告時被君子給揭發真相與她爭執，結果錯手將君子給推落至樓梯。因此當自己的所作所為被揭穿時一度被必模給逐出去，後來在哀求必模之下才能留在具家卻被降級成佣人，雖然在達熙向必模請求下恢復自己原來的身分。但在48-49集得知達熙假冒真正的富家千金Sara朴與世俊結婚的真相為此將動怒並且她給逐出具家。 | 詹雅菁   | 楊凱凱            | 梁瑞芬   |
| 宋鍾鎬              | 趙煥升 | 世京的丈夫，勇河的父親，同住具家，對經營無有企圖心。雖然被恩香給利用卻很關心她的情況。 | 李世揚   | 宋克軍            | 鄧燦陽   |
| 孫汝恩 童年：金沙羅 | 具世京 | 世俊的同父異母姊姊，同住具家，曾擔任空融集團的本部長，對經營甚有想成為集團的繼承人的目的，視同父異母的弟弟世俊看成眼中釘，疏於對兒子勇河的照顧。後來發現基燦是自己失蹤多年的弟弟世厚卻想要謀害他，一年前要謀害基燦卻意外讓基燦的好友載日發生車禍意外身亡，又因跟泰秀偷情導致恩香的女兒雅凜在火災意外中不幸身亡，因此被恩香和河莉給視為復仇對象，在自己和泰秀的關係曝光還私吞公司的錢被揭發後受到父親的懲處讓達熙來接替自己的位置，之後轉展擔任Ruby化妝品的開發部组長。日後罹患乳腺癌末期被醫生告知剩下三個月的時間能存活，最後為了向恩香請求寬恕與補償自己的兒子勇河決定洗心革面。 | 魏晶琦   | 林美秀 童年：萬萬 | 黎皓宜   |
| 金承漢              | 趙勇河 | 煥升與世京的兒子，同住具家。經常因為母親沒時間來陪伴自己感到很寂寞，後來在紅詩願意陪自己的情況下恢復些精神，比起母親更喜歡恩香。 | 張乃文   | 詹雅菁            | 鄭家蕙   |

### 河莉周邊人物
| 演員   | 角色   | 介紹 | 國語配音 | 國語配音   | 粤語配音 |
| 演員   | 角色   | 介紹 | 台灣     | 新馬ONE TV | 有線電視 |
| 安內相 | 羅大仁 | 載日、載東的父親，河世的學校校長，和必順聯手對付桂華。在跳舞學院別名是「阿爾柏仙奴」，因擁有策劃秘密行動的智慧頭腦，被必順稱為「偵探姐夫」。 | 孫誠     | 宋克軍     | 郭湛深   |
| 黃英熙 | 高尚美 | 大仁的妻子，與必順、德希與河莉聯手對付桂華和達熙。在知道世京謀害長子載日為了復仇而進入具家成為傭人們的管家，被稱為高小姐。雖然秘密計劃被桂華知道後被逐出去卻依然與必順一起繼續搜查桂華的犯罪證據，後來得知達熙是引發車禍的肇事者也得知她假冒富家千金Sara朴來掩人耳目的真相下對付她。 | 魏晶琦   | 許淑嬪     | 黎皓宜   |
| 李在真 | 羅載東 | 大仁夫婦的次子，載日的弟弟，因頭腦不好而需要付出努力以獲取成功的人。彈吉他的實力高強在樂隊界有著巨大反響。雖然愛慕著世界上最有女人味的女生，但是現實卻是和親家河世是命運的結合。 | 鈕凱暘   | 李亮儒     | 鄧燦陽   |
| 陳智熙 | 姜河世 | 河莉的妹妹，高中生。學習不好但有決斷力，擁有優良的說話技倆。從小就喜歡唱歌跟跳舞，乾脆將學習拋諸腦後，因姊姊的結婚跟校長成為親家，然後在同一個家裡生活成為惡緣的開始。後來與載東交往。                                                                                               | 張乃文   | 林美秀     | 楊樂瑤   |

### 恩香周邊人物
| 演員   | 角色   | 介紹 | 國語配音 | 國語配音   | 粤語配音 |
| 演員   | 角色   | 介紹 | 台灣     | 新馬ONE TV | 有線電視 |
| 朴廣賢 | 秋泰秀 | 前媒體記者，恩香的前丈夫，有對火產生恐懼症，經常瞞著妻女與世京搞外遇。跟世京出門時點燃蠟燭導致家中發生火警造成女兒雅凜命喪火災因此被恩香給仇恨，先是被恩香給哄騙偷光世京的產業，被世京發現後被她給趕走，在恩香與世京向自己的母親給公開出自己搞外遇加上雅凜命喪火災的真相後，因此被自己的母親給逐出家門。 | 鈕凱暘   | 何志威     | 黎銘軒   |
| 姜珠河 | 秋雅凜 | 恩香的女兒，在父親泰秀因偷情而獨留自己在家的時後，因受傷加上蠟燭點燃導致家中發生火警失救時不幸身亡。 | 詹雅菁   | 林美秀     | 王夢華   |

### 達熙周邊人物
| 演員                  | 角色   | 介紹 | 國語配音 | 國語配音   | 粤語配音 |
| 演員                  | 角色   | 介紹 | 台灣     | 新馬ONE TV | 有線電視 |
| 吳兒璘  | 陳紅詩 | 陳末福的女兒，達熙同母異父的妹妹，母親在自己出生沒多久過世後與父親相依為命，總是得不到姐姐達熙的關注，當父親因為被捲入姐姐達熙所引發車禍意外中去世後，由於父親欠繳房租費而被迫搬出住屋所以暫時住在福利院，雖然想要投靠姐姐達熙卻遭受她許多惡意的欺凌與迫害，後來在河莉、德希與基燦等人的幫助下度過險境。最終獲得河莉與大仁夫婦給收養的機會並且將行車記錄儀的記憶卡交給他們用來向姐姐達熙展開大義滅親的行動。                                                                                         | 詹雅菁   | 林美秀     | 陳子瑩   |
| 吳兒璘  | 具慧珠 | 必模與德萊的女兒，容貌跟紅詩十分相似。 | 詹雅菁   | 林美秀     | 陳子瑩   |
| 柳泰浩                | 陳末福 | 達熙的繼父，紅詩的父親，有擔任駕駛出租車的職位。曾受在美國留學的繼女達熙的逼脅下寄給她許多的生活費，完全不知道達熙返國前的情況下被捲入她所引發的車禍意外中去世，還背負著繼女達熙的肇事逃逸的罪行含冤而終，臨終前將達熙開車的行車記錄儀的記憶卡轉交給女兒紅詩，要求紅詩將記憶卡給達熙要她向警方自首，35話曾出現在繼女達熙的夢中不斷指謫她未聆聽自己的勸告下轉而肇事逃逸的行為，67話因紅詩將行車記錄儀的記憶卡交給河莉與大仁夫婦並且在空融集團的記者會與具會長一家的面前舉發達熙的罪行為自己刷洗冤屈。 | 李世揚   | 宋克軍     | 鄧燦陽   |
|                       | 邵喜慈 | 達熙與紅詩的母親，因為家境貧困與達熙相依為命，後來跟末福再婚卻在生下紅詩後過世，促使達熙厭惡與迫害紅詩與繼父末福走入惡路的開端。 | 魏晶琦   | 萬萬       | 王慧珠   |

### 主角周邊人物
| 演員   | 角色                   | 介紹 | 出場集數 | 國語配音 | 國語配音   | 粤語配音 |
| 演員   | 角色                   | 介紹 | 出場集數 | 台灣     | 新馬ONE TV | 有線電視 |
| 徐范植 | 吳成真                 | 必模的原秘書，受桂華的賄賂下誤以為自己是世俊的生父因此為她效命，但聽從德萊與必順的口中說出真相後為此震怒不已決定轉而對付她，在接受警方的調查時抖出桂華所有的犯罪行徑。 |          | 李世揚   | 典         | 郭湛深   |
| 吳鐘民 | 崔秘書                 | 世京的秘書。 |          | 孫誠     | 何志威     | 郭湛深   |
|        | 李妍珠                 | 達熙的朋友，用達熙給予的錢開間美髮院，後來幫被趕出具家的達熙住在自己店內的房屋還告訴達熙有關她妹妹紅詩持有行車紀錄器的記憶卡的經過。                                   |          | 馮嘉德   | 丘梅君     | 王慧珠   |
| 李承熙 | 金順玉                 | 具家的傭人，知道桂華謀害君子的秘密，後來受桂華的賄賂下保密並且帶著藍寶石項鏈離開具家，但最後被大仁夫婦給找到下成為舉發舉發桂華所有的犯罪行徑的證人。                   |          | 張乃文   | 許淑嬪     | 王慧珠   |
|        | 韓醫院院長             | 韓醫院的院長，處方內有很多服用後會體力變差的藥物，曾被桂華以藍寶石耳環給賄賂下製作會改變記憶的紅花湯藥，但最後被大仁夫婦給找到下成為舉發舉發桂華所有的犯罪行徑的證人。 |          | 李世揚   | 典         | 鄧燦陽   |
|        | 朴院長                 | 被桂華給賄賂與謊稱君子有腦退化的跡象然後給她注射大量安眠藥，但最後被大仁夫婦給找到下成為舉發舉發桂華所有的犯罪行徑的證人。                                             |          | 孫誠     | 何志威     | 黎銘軒   |
| 趙正植 | 趙秘書                 | 必模的新秘書，在桂華所做的犯罪行徑被揭發、吳秘書接受警方的調查後出場。                                                                                                 |          | 鈕凱暘   | 張耕華     | 鄧燦陽   |
|        |                        | 必模家中的傭人，在史君子「離世」後被辭退。 |          |          |            | 王慧珠   |
|        | 恩香的母親             | 恩香患病多年的母親，雅凜的外婆，在未去世前一直住在泉水療養院，喜歡德萊。                                                                                               |          | 詹雅菁   | 楊凱凱     | 王慧珠   |
|        | 河莉的母親             | 河莉與河世的母親，因碰上事故身亡。 |          | 魏晶琦   | 丘梅君     | 黎皓宜   |
|        |                        | 為世俊處理離婚事宜的律師。 |          |          |            | 郭湛深   |
|        |                        | 桂華的律師，收到電話把桂華的股份轉讓給世俊。 |          | 李世揚   | 張耕華     | 郭湛深   |
|        | 木花集團會長的會長夫人 | 韓國木花集團會長的妻子，總是看不起出出身低微的桂華。 |          | 馮嘉德   | 萬萬       | 王慧珠   |
| N/A    |                        | 二十年前打電話到必模家詢問他們是否有申請孩童走失的警察。 |          | 梁興昌   | 典         | 郭湛深   |
|        |                        | 君子的主治醫生，想盡辦法治好她。 |          | 孫誠     |            | 鄧燦陽   |
|        |                        | 必順的貴婦朋友，在寵物聚會出現。 |          | 詹雅菁   | 楊凱凱     | 梁瑞芬   |
|        | 巫師                   | 一位巫師，曾幫桂華用詛咒娃娃讓世浩沒有出現在具家。 |          | 魏晶琦   | 詹雅菁     | 鄭家蕙   |
|        | 婦科醫生               | 告知世京她罹患乳癌即將離開人世的消息的婦科醫生。 |          | 詹雅菁   | 萬萬       | 王慧珠   |
|        |                        | 必順的貴婦朋友，知道很多經營寵物的高級服裝店。 |          | 馮嘉德   | 許淑嬪     | 王綺婷   |
|        |                        | 必順的貴婦朋友，在德國旅行時購買很多給狗所吃的營養品。 |          | 魏晶琦   | 詹雅菁     | 黎皓宜   |
| 李惠拉 | 淑子                   | 必模家的傭人，受桂華指使下去扔掉水鑽運動鞋繼而誣陷德萊。 |          | 魏晶琦   | 詹雅菁     | 楊樂瑤   |
|        | 美子                   | 必模家的傭人。 |          |          |            | 楊樂瑤   |

### 紅寶石化妝品公司和空融集團有關人物
| 演員   | 角色              | 介紹 | 出場集數 | 國語配音 | 國語配音   | 粤語配音 |
| 演員   | 角色              | 介紹 | 出場集數 | 台灣     | 新馬ONE TV | 有線電視 |
| 金亨民 | 李忠成            | 紅寶石化妝品開發組代理，河莉、世俊、達熙的同事，經常為達熙效命。                                                                    |          | 孫誠     | 張耕華     | 黎銘軒   |
|        | 攝影師            | 為紅寶石化妝品拍攝新一季的代表產品。                                                                                                |          | 鈕凱暘   | 李亮儒     | 鄧燦陽   |
|        |                   | 在紅寶石洋甘菊慶功宴上誇讚世京的人。                                                                                                |          | 孫誠     | 宋克軍     | 郭湛深   |
|        | Charlie Kim       | 香港貿易公司的金代表，畢業於美國喬治華盛頓大學，十年來一直是韓國同學會的會長，對紅寶石洋甘菊產生興趣。                              |          | 李世揚   | 宋克軍     | 郭湛深   |
|        | 李慧貞            | 紅寶石化妝公司第163號面試者，在法國名牌大學修讀生物工程學，曾在法國大型化妝品公司實習過一年，精通五國語言。                         |          | 魏晶琦   | 丘梅君     | 王慧珠   |
|        | 吳美娜            | 紅寶石化妝公司第164號面試者，曾使用過「Sara朴」所開發出的號稱是阿拉丁神燈的氣墊粉餅，為了想親眼目睹「Sara朴」的模樣而到公司去應聘。 |          | 馮嘉德   | 林美秀     | 王慧珠   |
|        |                   | 紅寶石化妝品洗手間清潔工人，不小心把水潑到達熙的身上。                                                                              |          | 馮嘉德   | 丘梅君     | 梁瑞芬   |
|        | 市場開發部女同事A | 曾在國外留學、與達熙、世俊和河莉同組的女同事，經常吹捧達熙。                                                                        |          | 詹雅菁   | 林美秀     | 梁瑞芬   |
|        | 市場開發部女同事B | 曾在國外留學，與達熙、世俊和河莉同組的女同事。                                                                                      |          | 馮嘉德   | 丘梅君     | 楊樂瑤   |
| 姜東燁 | 總務組的組長      | 紅寶石化妝品總務組組長，受世京的指示讓達熙交還公司所提供的車子、信用卡和房屋。                                                      |          | 李世揚   | 何志威     | 李家傑   |
|        |                   | 空融集團理事會的成員之一，對必模將股份轉讓給達熙和桂華的事感到很憤怒與不滿，認為他輕易放棄集團的事很不負責任。                      |          |          |            | 鄧燦陽   |
|        |                   | 空融集團理事會的成員之一，對必模放棄處理集團的事很不負責任感到很憤怒與不滿，認為他沒有資格擔任集團的領導者。                        |          |          |            | 郭湛深   |

### 德萊工作有關人物
| 演員   | 角色         | 介紹 | 出場集數 | 國語配音 | 國語配音   | 粤語配音 |
| 演員   | 角色         | 介紹 | 出場集數 | 台灣     | 新馬ONE TV | 有線電視 |
| 李佳玲 | 蔡妍         | 與德萊同劇的女演員，拍戲時故意說不清對白，重拍多次掌摑德萊的戲份。                                                     |          | 詹雅菁   | 林美秀     | 鄭家蕙   |
| 李承亨 | 眼鏡店老闆   | 受恩香所托僱用德萊的眼鏡店老闆，被必模誤會自己與德萊有關係。                                                           |          | 孫誠     | 何志威     | 李家傑   |
| 金東均 | 電視劇導演   | 德萊拍攝的電視劇導演，當德萊耍大牌而放棄用她，在貞熙的求情下讓德萊出演一個大媽角色，後在必模的安排下找德萊的客串演出。 |          | 梁興昌   | 宋克軍     | 鄧燦陽   |
|        | 電視劇助導   | 德萊拍攝的電視劇助導。                                                                                                 |          | 鈕凱暘   | 典         | 李家傑   |
|        | 崔編劇       | 德萊拍攝的電視劇編劇，看不起德萊。                                                                                     |          | 魏晶琦   | 丘梅君     | 梁瑞芬   |
|        | 電視劇造型師 | 德萊拍攝的電視劇造型師，非常對德萊的粗魯氣質感到厭惡，曾斥責德萊有關貞熙生前生病的事。                                 |          | 張乃文   | 楊凱凱     | 梁瑞芬   |
|        | 電視劇場場記 | |          |          |            | 張振熙   |
|        |              | 參加貞熙葬禮與嘲諷德萊無法接受她母親貞熙的離世的人。                                                                   |          | 詹雅菁   | 林美秀     | 鄭家蕙   |
|        |              | 參加貞熙葬禮的人。 |          | 魏晶琦   | 丘梅君     | 王慧珠   |
|        | 巡警         | 在德萊被跟蹤狂進屋偷襲後來查看的巡警。                                                                                 |          | 孫誠     | 張耕華     | 鄧燦陽   |
|        |              | 斥責德萊開車太慢的司機。                                                                                               |          | 李世揚   | 典         | 鄧燦陽   |
|        | 張代表       | 電影公司代表，騙走德萊一大筆錢之後捲款潛逃。                                                                           |          | 孫誠     | 宋克軍     | 李家傑   |
|        |              | 調查貞熙意外身亡案的警察。                                                                                             |          | 梁興昌   | 何志威     | 郭湛深   |

### 其他人物
| 演員   | 角色                   | 介紹 | 出場集數               | 國語配音 | 國語配音   | 粤語配音 |
| 演員   | 角色                   | 介紹 | 出場集數               | 台灣     | 新馬ONE TV | 有線電視 |
| 金南喜 | 崔英勳                 | 崔志勳的孿生哥哥。德萊的粉絲，被桂華給收買及慫恿下跟蹤德萊及她的家人，最終從懸崖發生墜落意外身亡。 | 1-4、6-7、15-16、18-19 | 李世揚   | 宋克軍     | 郭湛深   |
| 金南喜 | 崔志勳                 | 崔英勳的孿生弟弟，起初認為哥哥發生意外身亡的事跟德萊有關聯為此對她產生恨意，之後在接受德萊的勸說與解釋下得知桂華是謀害哥哥的凶手決定與她合作，並且舉發桂華所有的犯罪行徑。                             | 36-40、52、58-59       | 李世揚   | 宋克軍     | 郭湛深   |
| 韓多恩 | Sara朴家的女傭         | Sara朴的女傭之一，總是對Sara朴一家的行徑感到很厭惡，在目睹達熙傷害Sara朴的行徑後藉此向她敲詐，但在達熙逃到韓國的期間受到Vicky鄭的逼問下把達熙傷害Sara朴的經過都告訴她，事後跟Vicky鄭出現在達熙的面前。 | 2-3、34                | 詹雅菁   | 楊凱凱     | 黎皓宜   |
|        |                        | Sara朴家的女傭人之一，當Sara朴的鑽石項鏈突然遺失時誣告達熙有弄丟項鏈的行徑。 | 2                      | 詹雅菁   | 楊凱凱     | 王綺婷   |
|        |                        | Sara朴家的女傭人之一，為Sara朴準備擦拭用的毛巾，卻因為Sara朴發現自己所準備的毛巾太過於粗糙被她給斥責與摑掌番。                                                                                         | 2                      | 馮嘉德   | 林美秀     | 王慧珠   |
|        | Vicky郑的秘书          | 負責替Vicky郑辦事與效命的秘書 |                        | 張乃文   | 萬萬       | 黎皓宜   |
|        | L.SPA的社長            | L.SPA沙龍美容院的社長，起初僱用擁有化妝能力的達熙，但得知達熙在Sara朴家有涉嫌偷竊行為就辭退她。 | 1-2                    | 馮嘉德   | 丘梅君     | 梁瑞芬   |
|        |                        | L.SPA的員工。 | 1-2                    | 馮嘉德   | 林美秀     | 王夢華   |
|        |                        | 為達熙帶路的警察。 |                        | 原音     | 典         | 鄧燦陽   |
| 雪智允 | 金美淑                 | 二十多年前收留基燦的孤兒院院長，總是想幫助基燦找到他的親生父母。 |                        | 魏晶琦   | 詹雅菁     | 王慧珠   |
|        |                        | 告知基燦有關農場將被紅寶石化妝品收購的人。 |                        |          |            | 楊耀泰   |
| 趙成圭 | 農場大叔               | 幫助基燦培育洋甘菊的大叔。 |                        | 梁興昌   | 張耕華     | 鄧燦陽   |
|        |                        | 汽車維修公司的員工，告訴基燦有關剎車油管破裂導致系統故障的經過。 |                        | 梁興昌   | 李亮儒     | 楊耀泰   |
|        |                        | 告訴基燦不能冤枉紅寶石化妝品偷他的東西的警察。 |                        | 孫誠     | 宋克軍     | 李家傑   |
|        |                        | 在農場工作與薛基燦相熟的人，受基燦的委託幫他找工作的同時得知有人曾破壞基燦的車。 |                        | 孫誠     | 宋克軍     | 李家傑   |
|        |                        | 抓捕基燦勸他認罪的警察。 |                        | 孫誠     | 典         | 楊耀泰   |
|        | 記者                   | 泰秀的同事，曾提醒泰秀不要去招惹世京。 |                        | 孫誠     | 于正昌     | 郭湛深   |
|        | 朴記者                 | 泰秀的同事，向恩香討教投資方面的事。 |                        | 孫誠     | 于正昌     | 郭湛深   |
|        |                        | 《民心日報》社長，泰秀的上司。 |                        | 李世揚   | 宋克軍     | 李家傑   |
|        | 急診室醫生             | 推河莉與河世母親進手術室急救的醫生。 |                        | 張乃文   | 林美秀     | 王綺婷   |
|        | 福利院院長             | 受達熙的賄絡下負責找到「領養」紅詩的養父母的福利院的院長。 |                        | 馮嘉德   | 詹雅菁     | 鄭家蕙   |
|        | 福利院老師             | 照顧紅詩的福利院老師，在大仁一家經常來探望虹詩時總是提醒他們不要讓紅詩有些牽掛。 |                        | 馮嘉德   | 萬萬       | 王慧珠   |
|        | 梁達熙的假母親         | 受達熙的賄絡下扮演她母親邵喜的婦女。 |                        | 詹雅菁   | 萬萬       | 王慧珠   |
|        | 梁達熙的假父親         | 受達熙的賄絡下扮演她父親的男人。 |                        | 李世揚   | 何志威     | 黎銘軒   |
|        | 婚禮化妝師             | 婚禮當天為達熙化妝的化妝師。 |                        | 詹雅菁   | 萬萬       | 梁瑞芬   |
|        | 追債人                 | 因泰秀欠琴會長的錢而向他討債。 |                        | 孫誠     | 典         | 張振熙   |
|        |                        | 搬櫃子的工人，被達熙給僱來搬開大仁夫婦家中的櫃子。 |                        | 李世揚   | 張耕華     | 鄧燦陽   |
|        |                        | 河莉買公仔的店鋪老闆。 |                        | 孫誠     | 典         | 郭湛深   |
|        |                        | 受世京所僱來在恩香的家長聚會上怒罵她是情婦的人。 |                        | 詹雅菁   | 許淑嬪     | 王綺婷   |
|        |                        | 餐館的店員，因被老闆給責罵而讓達熙想起她已故的母親邵喜。 |                        | 詹雅菁   | 萬萬       | 王綺婷   |
|        |                        | 達熙已故的母親邵喜在慈工作店鋪的老闆，總是責備她在工作怠慢的緣故。 |                        | 馮嘉德   | 丘梅君     | 王綺婷   |
|        |                        | 玩具店的老闆。 |                        |          |            | 鄧燦陽   |
|        |                        | 小吃店的老闆，誇讚桂華很有福氣，說自己的兒子跟她的樣貌很相似。 |                        | 馮嘉德   | 萬萬       | 王慧珠   |
|        |                        | 在名人界很有名氣也在酒吧與世俊搭訕的女人，故意找記者拍照讓自己在第二天登上報紙頭版，藉著自己是演員的名氣去結識富二代。                                                                                 |                        | 魏晶琦   | 丘梅君     | 鄭家蕙   |
|        |                        | 酒店的門童。 |                        | 孫誠     | 典         | 郭湛深   |
|        |                        | 為世京拍照的記者。 |                        |          |            | 鄧燦陽   |
|        |                        | 河世學校的老師，曾懷疑河世有未成年懷孕的行為。 |                        | 馮嘉德   | 許淑嬪     | 梁瑞芬   |
|        | 婦產科醫生             | 為河世做檢查的醫生。 |                        | 馮嘉德   | 詹雅菁     | 梁瑞芬   |
|        | 金敏書                 | 大仁的學生，曾就讀艾正女高二年三班，喜歡去漫畫店不喜歡唸書。 |                        |          |            | 王慧珠   |
|        |                        | 與河世跳舞的女學生。 |                        |          |            | 王夢華   |
|        | 跳傘員                 | 河莉的跳傘員。 |                        | 鈕凱暘   | 典         | 郭湛深   |
|        |                        | 被張代表給騙錢投資的人，在知道被張代表給騙後到德萊家的門口討債。 |                        |          |            | 王慧珠   |
|        |                        | 被河莉給逮到翹課的男學生之一。 |                        | 鈕凱暘   | 典         | 張振熙   |
|        |                        | | 李世揚                 | 何志威   | 鄧燦陽     |          |
|        |                        | | 梁興昌                 | 張耕華   | 郭湛深     |          |
|        |                        | | 孫誠                   | 李亮儒   | 李家傑     |          |
|        | 正賢                   | 河世的學長，喜歡河世。 |                        | 李世揚   | 李家傑     | 典       |
|        |                        | 河世的同學，看到載東幫河世拿袋子和請吃飯後誤以為他們在交往。 |                        | 詹雅菁   | 萬萬       | 梁瑞芬   |
|        |                        | 河莉婚禮上的賓客，婚禮後與羅大仁一家喝酒慶祝。 |                        | 馮嘉德   | 林美秀     | 王慧珠   |
|        |                        | | 詹雅菁                 | 丘梅君   | 梁瑞芬     |          |
|        |                        | 殯儀館的工作人員，曾勸阻泰秀去查看小美的遺容。 |                        | 梁興昌   | 典         | 張振熙   |
|        |                        | | 李世揚                 | 張耕華   | 李家傑     |          |
|        |                        | 來小美靈堂吊唁的人，把秋泰秀的箱子拿給恩香。 |                        | 詹雅菁   | 楊凱凱     | 梁瑞芬   |
|        |                        | 恩香家發生火災時出現的鄰居，而後到小美的靈堂去吊唁。 |                        | 馮嘉德   | 詹雅菁     | 鄭家蕙   |
|        |                        | 恩香家發生火災時出現的鄰居。 |                        |          |            | 張振熙   |
|        |                        | 調查火災案的刑警，告知金恩香火災的原因是小孩亂點香薰的結果。 |                        | 李世揚   | 典         | 張振熙   |
|        |                        | 瑞華警察局的警察，追查世京家被縱火案件的刑警。 |                        | 梁興昌   | 何志威     | 張振熙   |
|        |                        | 為陳末福做些急救的醫生。 |                        | 李世揚   | 典         | 李家傑   |
|        |                        | 陳末福主治醫生的助手。 |                        | 馮嘉德   | 丘梅君     | 王慧珠   |
|        |                        | 在陳未福、達熙、紅詩家中打掃的大嬸。 |                        |          |            | 黎皓宜   |
|        |                        | 陳未福、達熙、紅詩所住房子的房東，因末福取走按金又沒有交房租的理由要求紅詩搬出住屋。 |                        | 馮嘉德   | 丘梅君     | 梁瑞芬   |
|        |                        | 達熙購買的限量版鞋子的店鋪員工，拒絕提供客戶的資料。 |                        | 張乃文   | 萬萬       | 王慧珠   |
|        |                        | 巴士的司機。 |                        | 孫誠     | 典         | 郭湛深   |
|        |                        | 恩香住院時照顧她的護士。 |                        | 張乃文   | 楊凱凱     | 梁瑞芬   |
|        |                        | 河莉與世俊兼職的餐廳老闆。 |                        | 孫誠     | 典         | 張振熙   |
|        |                        | 在餐廳時因鞋子被河莉的泡菜湯汁給弄髒藉此要她負責的客人。 |                        | 梁興昌   | 于正昌     | 楊耀泰   |
|        |                        | 在河莉與世俊兼職的餐廳用餐的客人，因為湯太燙而故意找河莉的麻煩。 |                        | 梁興昌   | 宋克軍     | 郭湛深   |
|        | 宋仁浩                 | 太后建設的代表，受恩香所托騙泰秀投資松島度假村。 |                        | 孫誠     | 于正昌     | 李家傑   |
|        |                        | 在街邊討論河莉的大媽之一。 |                        | 魏晶琦   | 詹雅菁     | 王慧珠   |
|        |                        | 在街邊的大媽討論河莉的大媽之一，總是說她經常多管閒事。 |                        | 馮嘉德   | 林美秀     | 鄭家蕙   |
|        | 圭民的母親             | 小美與勇河就讀幼稚園同學圭民的母親，告知金恩香關於勇河最近的反常行為。 |                        | 馮嘉德   | 楊凱凱     | 鄭家蕙   |
|        |                        | 小美與勇河就讀幼稚園同學的母親。 |                        | 張乃文   | 詹雅菁     | 黎皓宜   |
|        | 幼稚園院長             | 小美與勇河就讀幼稚園的院長。 |                        | 馮嘉德   | 丘梅君     | 梁瑞芬   |
|        |                        | 幼稚園的鋼琴老師，在恩香撕毀鋼琴譜時嘗試阻止她。 |                        | 詹雅菁   | 詹雅菁     | 王慧珠   |
|        |                        | 勇河的幼稚園老師，告訴煥升有關小美因發生火災去世的經過。 |                        | 馮嘉德   | 楊凱凱     | 梁瑞芬   |
|        |                        | 尚美與必順所在合唱團的學生，誇讚尚美所做的泡菜餅好吃。 |                        | 馮嘉德   | 楊凱凱     | 王慧珠   |
|        |                        | 尚美與必順所在合唱團的學生，見到必順帶來一流廚師做的食物之後開始吹捧她。 |                        |          |            | 鄭家蕙   |
|        | 合唱團老師             | 尚美與必順所在合唱團的老師。 |                        | 梁興昌   | 何志威     | 李家傑   |
|        |                        | 與必順在跳舞學院中練習跳舞的大叔，因不慎踩必順的裙子而被斥責番。 |                        | 鈕凱暘   | 典         | 郭湛深   |
|        |                        | 必順所在跳舞學院的女舞者，因為必順的緣故讓自己無法專心練舞而離開。 |                        |          |            | 王慧珠   |
|        |                        | 跳舞學院的老闆，害怕必順的抱怨會讓跳舞學院因此倒閉。 |                        | 梁興昌   | 何志威     | 楊耀泰   |
|        |                        | 在街上抱著小狗的女人，被必順詢問有沒有見到她的寵物狗果汁。 |                        | 魏晶琦   | 萬萬       | 梁瑞芬   |
|        |                        | 在街上推著寵物手推車的路人，被必順問有沒有見到她的寵物狗果汁。 |                        | 馮嘉德   | 林美秀     | 鄭家蕙   |
| 鄭英珠 | 占卜師                 | 幫必順和她的寵物狗果汁用塔羅牌進行占卜的占卜師。 |                        | 詹雅菁   | 楊凱凱     | 鄭家蕙   |
|        |                        | 出租車司機，告訴德萊到泉水療養院要付費十萬圓。 |                        | 鈕凱暘   | 典         | 郭湛深   |
|        |                        | 載東所在社團的朋友。 |                        |          |            | 郭湛深   |
|        |                        | |                        |          | 張振熙     |          |
|        |                        | 載東所在社團的朋友，勸說讓試聲的人加入他們。 |                        |          |            | 李家傑   |
|        |                        | 幫河莉修理手機的人。 |                        | 李世揚   | 典         | 鄧燦陽   |
|        |                        | 急診室的醫生，告訴煥升有關世京的免疫力下降很多情況不樂觀的事。 |                        | 梁興昌   | 李亮儒     | 張振熙   |
|        |                        | 朴院長醫院的醫生，撞見桂華走出病房。 |                        | 鈕凱暘   | 張耕華     | 張振熙   |
|        |                        | 記者，在紅寶石化妝品受害者聲明發佈會上詢問紅寶石化妝品是否含有致癌物質。 |                        | 孫誠     | 典         | 鄧燦陽   |
|        |                        | 女記者，在紅寶石化妝品受害者聲明發佈會上詢問基燦身為姐姐化妝品代表是否擔心會被外界說是惡意抹黑的競爭對手。                                                                                             |                        | 張乃文   | 詹雅菁     | 楊樂瑤   |
|        |                        | 紅寶石化妝品受害者之一的女兒，因為母親使用紅寶石化妝品卻罹患癌症感到很憤怒。 |                        | 張乃文   | 許淑嬪     | 楊樂瑤   |
|        |                        | 紅寶石化妝品受害者之一的女兒，呼籲紅寶石化妝品馬上道歉停止售賣有害的化妝品。 |                        | 馮嘉德   | 萬萬       | 梁瑞芬   |
|        |                        | 紅寶石化妝品的受害者之一，使用紅寶石化妝品後不久就罹患乳癌，更在離世時留下還不滿一歲的孩子，生前請求朋友將自己的孩子交託給具家要求他們負起責任。                                                       |                        | 馮嘉德   | 楊凱凱     | 王綺婷   |
|        |                        | 紅寶石化妝品受害者之一的母親，因為女兒在使用紅寶石化妝品後還沒出嫁就罹癌還要切除胸部的事感到很生氣。                                                                                                   |                        | 詹雅菁   | 詹雅菁     | 鄭家蕙   |
|        |                        | 紅寶石化妝品的受害者之一的女兒，在紅寶石化妝品門口向必模扔些雞蛋。 |                        | 馮嘉德   | 林美秀     | 鄭家蕙   |
|        |                        | 紅寶石化妝品的受害者之一，在紅寶石化妝品門口拉橫幅抵制。 |                        | 鈕凱暘   | 李亮儒     | 郭湛深   |
|        |                        | 紅寶石化妝品的受害者之一，因為對自己在臉部在用紅寶石化妝品後出現不堪的樣貌感到很憤怒，在世京道歉時質疑她是否有真心向欺騙眾人道歉。                                                                     |                        | 馮嘉德   | 楊凱凱     | 楊樂瑤   |
|        |                        | 被Vicky鄭僱傭來假扮救護員帶達熙去醫院的人。 |                        | 孫誠     | 李亮儒     | 張振熙   |
|        |                        | 酒店的經理，受到Vicky鄭的指示拒絕讓達熙下榻在他們的酒店。 |                        | 孫誠     | 宋克軍     | 鄧燦陽   |
|        |                        | 為姐姐化妝品的新產品拍攝廣告的導演。 |                        | 李世揚   | 李亮儒     | 鄧燦陽   |
|        |                        | 君子所住醫院的救護員，在去接傷者的路上與達熙的車發生碰撞事故。 |                        | 孫誠     | 張耕華     | 鄧燦陽   |
|        | ARES股份公司的假副代表 | 被達熙給僱用來假扮ARES股份公司的副代表的男子。 |                        | 孫誠     | 張耕華     | 鄧燦陽   |
|        | 首爾中央地檢檢察官     | 負責紅寶石化妝品涉及防腐劑成分案的檢察官。 |                        | 李世揚   | 李亮儒     | 鄧燦陽   |
|        | 刑警                   | 奉命抓捕犯罪的桂華和達熙的刑警。 |                        | 李世揚   | 典         | 張振熙   |
|        |                        | 書畫美術館的女員工，在必模差點被吊燈給砸到後趕來處理事故。 |                        | 詹雅菁   | 萬萬       | 楊樂瑤   |
|        |                        | 與Vicky鄭的穿著極為相似的婦女，被達熙誤認自己是Vicky鄭。 |                        | 馮嘉德   | 萬萬       | 楊樂瑤   |
|        |                        | 在市集售賣金盞花、幫桂華與世俊拍照的婦女。 |                        | 魏晶琦   | 詹雅菁     | 楊樂瑤   |
|        |                        | 泰秀母親的朋友。 |                        | 張乃文   | 許淑嬪     | 鄭家蕙   |
|        |                        | | 詹雅菁                 | 楊凱凱   | 楊樂瑤     |          |
|        | 船夫                   | 在碼頭把船票交給達熙的船夫。 |                        | 李世揚   | 典         | 李家傑   |
|        | 警察                   | 負責拘捕非法銷售化妝品的泰秀、逮捕桂華和達熙的警察。 |                        | 孫誠     | 典         | 李家傑   |
|        |                        | 去必順的咖啡店買美式咖啡的年輕人，被君子要求稱她為姐姐。 |                        | 鈕凱暘   | 張耕華     | 李家傑   |
|        |                        | 去必順的咖啡店買咖啡的李姓女子。 |                        | 魏晶琦   | 林美秀     | 鄭家蕙   |
|        |                        | 去必順的咖啡店買咖啡的女子，看到牌子上寫著不賣咖啡給李小姐就開始調侃同行姓李的人。 |                        | 詹雅菁   | 萬萬       | 王夢華   |
|        |                        | 在必順的咖啡店與她搭訕卻被君子給趕走的男子。 |                        | 孫誠     | 宋克軍     | 郭湛深   |
|        |                        | 罪犯精神病房的護士之一，經常被桂華誤認為君子。 |                        | 張乃文   | 萬萬       | 楊樂瑤   |
|        |                        | 罪犯精神病房的護士之一，常看到同行的護士被桂華誤認為君子。 |                        | 魏晶琦   | 丘梅君     | 王綺婷   |
|        |                        | 在基燦的公司與他打招呼的人。 |                        |          |            | 鄭家蕙   |
|        |                        | 女演員，飾演幫助飾演孕婦的德萊分娩的護士。 |                        |          |            | 鄭家蕙   |
|        |                        | 德萊拍攝孕婦分娩的戲份電視劇的導演，總是斥責大仁經常望向鏡頭。 |                        | 梁興昌   | 宋克軍     | 鄧燦陽   |
|        |                        | 來找基燦請求他簽名還說自己的兒子的夢想成為像他一樣成為有名的企業家的男子。 |                        | 孫誠     | 何志威     | 鄧燦陽   |
| N／A   | 獄警                   | 幫助出獄後的達熙找到購物電台的接線生工作，讓她待在收容所的獄警。 |                        | 李世揚   | 張耕華     | 鄧燦陽   |
|        |                        | 在世俊的新書簽售會上拿到簽名的婦女。 |                        | 馮嘉德   | 萬萬       | 黎皓宜   |
|        |                        | 在餐廳扶起失明的達熙並且詢問她是否需要幫助的婦女。 |                        | 詹雅菁   | 楊凱凱     | 黎皓宜   |
|        |                        | 店鋪的老闆娘，提醒在失明不久就打翻東西的達熙。 |                        | 魏晶琦   | 丘梅君     | 楊樂瑤   |
|        |                        | 在烤肉店要吹蠟燭準備慶生的人，卻因泰秀屢次把蠟燭吹熄感到很生氣。 |                        | 李世揚   | 典         | 鄧燦陽   |
|        |                        | 烤肉店顧客之一，因為泰秀把炭弄熄並且斥責他。 |                        | 孫誠     | 張耕華     | 鄧燦陽   |
|        |                        | 烤肉店顧客之一的年幼女兒，因為把手靠近炭火導致泰秀用水把炭火給弄熄。 |                        | 張乃文   | 楊凱凱     | 鄭家蕙   |
|        |                        | 在烤肉店為同學慶生的女同學。 |                        | 馮嘉德   | 萬萬       | 黎皓宜   |
|        |                        | 烤肉店的老闆，因為泰秀經常把顧客的炭火給弄熄，加上聽到許多顧客說些對泰秀的抱怨話為此震怒並且解雇他。                                                                                                   |                        | 梁興昌   | 宋克軍     | 李家傑   |
|        |                        | 在烤肉店為同學慶生的朋友。 |                        | 梁興昌   | 李亮儒     | 李家傑   |
|        |                        | 電視購物頻道的導演。 |                        | 孫誠     | 張耕華     | 李家傑   |
|        |                        | 電視購物頻道的主持人，很誇讚尚美的小菜很好吃到在十分鐘之內順利販賣。 |                        | 詹雅菁   | 丘梅君     | 王慧珠   |

### 特別出演
| 演員   | 角色       | 介紹 | 出場集數                      | 國語配音 | 國語配音   | 粤語配音 |
| 演員   | 角色       | 介紹 | 出場集數                      | 台灣     | 新馬ONE TV | 有線電視 |
| 成赫   | 羅載日     | 大仁夫婦的亡長子，載東的亡哥，河莉的前丈夫。在結婚的當日因剎車失靈而撞車昏迷，在前往醫院的路途中遇上車禍情況下失救過世。 | 1-4                           | 梁興昌   | 何志威     | 楊耀泰   |
| 成赫   | 神秘男子   | 與載日非常相似的男子，因妻子突然昏迷感到不知所措，被河莉、尚美和大仁目睹自己的出現。 | 68                            | 梁興昌   | 何志威     | 楊耀泰   |
| 成秉淑 | 吳貞熙     | 德萊的母親，經常為女兒德萊的衝動行為而向被她給惹怒的人下跪而聞名。在為了保護德萊因此遇刺身亡。 | 1-4、6、53                    | 詹雅菁   | 詹雅菁     | 陳子瑩   |
| 宋昰昀 | Sara朴     | 美籍韓裔，紐約華僑房地產大亨之富豪Andy朴與Vicky鄭的女兒，居住在自家豪宅，畢業於喬治·華盛頓大學化學工程系、飼養名叫香奈兒的貓並且很疼愛牠，是促使達熙性格變得黑化走入惡路的關鍵角色。 雖然會精通五國語言也有著天生麗質的美貌，但是性格很傲慢、霸道與跋扈橫蠻、總是瞧不起出身低微的人還對他們很粗劣（包括自己家的女傭），加上受到雙親的溺愛下疏於接受適當的教育與負責任的能力與憑著雙親的權勢「懲處」不少「得罪」自己的人。不但惹有許多的仇人還惹上殺身之禍。 剛開始很歧視出身低微又貧賤、剛赴美學習美容化妝技巧不久變得很出名的達熙，後來看上達熙的化妝能力想要讓她擔任自己的化妝師卻被拒絕回應，因此轉對達熙做出多數刁難和欺凌的行徑。在找到自己「遺失」的鑽石項鍊時跟闖入自己的住家的達熙發生扭打中被香奈兒給翻動的花瓶給砸傷昏迷還一度變成植物人，促使母親Vicky鄭在不知道整件事情的真正經過下「處罰」香奈兒來到韓國不斷騷擾達熙的契機（原本父親也要跟隨卻為了要跟杜拜的王室負責處理三十億美金的交易下無法陪同）。最後在甦醒後無法接受自己失明的事實並且在沒有懺悔自己的罪行前選擇自盡，讓母親Vicky鄭向達熙展開復仇的契機。                     | 1-2、34-35、49、65被提及      | 魏晶琦   | 許淑嬪     | 王慧珠   |
| 崔大哲 | 趙錦萬     | 曾接載達熙的出租車司機。 | 11-12                         | 梁興昌   | 何志威     | 李家傑   |
| 金明秀 | 琴益賢     | 神秘的明洞金融機構會長，與君子互為舊識。起初拒絕協助恩香復仇，但在得知自己的女兒接受恩香的腎臟才能進行腎臟移植的手術後能夠存活時轉而決定幫助她。 | 14、16、22、31、35、41-45、65 | 孫誠     | 宋克軍     | 李家傑   |
| 全秀卿 | Vicky鄭    | 典型的反派兼正派角色，本名叫鍾楚曦，美籍韓裔，紐約華僑房地產大亨之富豪Andy朴之妻兼ARES股份公司的股東，Sara朴的母親，特徵是穿著紅色高跟鞋。雖然也會精通五國語言，但是性格冷酷又無情，擁有勝過女兒Sara朴招兵買馬的權勢，宛如像是真實版的天龍人。 過去跟丈夫過度溺愛女兒Sara朴卻疏於給予她適當的教育與負責任的能力，總是用「以眼還眼、以牙還牙」的方式來「懲處」不少「得罪」女兒Sara朴的人（無論他們是否為過失與故意的情況和理由），結果導致Sara朴惹上殺身之禍還被達熙給弄傷失明走入絕境的開端。 在接獲女兒Sara朴跟達熙發生扭打時被寵物貓香奈兒給翻動的花瓶給砸傷陷入昏迷下變成植物人的情況，還對達熙假冒女兒Sara朴做出許多的招搖撞騙行徑感到很憤怒。因此在不知道整件事情的真正經過下「處罰」香奈兒來到韓國（原本丈夫也要跟隨卻為了要跟杜拜的王室負責處理三十億美金的交易下無法陪同），為了醫好女兒Sara朴的雙眼總是搗亂達熙想把她帶回美國。但在要向必模一家說出真相前跟達熙發生衝突時被她給推倒發生意外不久就失蹤，更被達熙懷疑自己仍然還活著。後來接獲女兒Sara朴雖然甦醒卻無法接受失明選擇自盡的消息後，因此把真相告訴必模一家和他們聯手對付達熙。 | 34-38、44-45、49、65-68       | 馮嘉德   | 林美秀     | 王夢華   |
| 朴俊錦 | 泰秀的母親 | 泰秀的母親、小美的祖母兼恩香的婆婆，起初完全不知道兒子泰秀經常瞞著孫女小美與媳婦恩香搞外遇，更在孫女小美過世時還誤會恩香。後來跟朋友受到泰秀的欺騙下差點購買空融集團有問題的化妝品，直至在恩香與世京揭發泰秀的騙局和小美去世的真相後為此悲憤之際將泰秀給逐出家門。 | 63                            | 馮嘉德   | 詹雅菁     | 王夢華   |
| 李幼梨 | 延敏靜     | 受琴會長的指示幫助君子的神秘女子，被達熙誤以為是Vicky鄭所派來的，在和達熙發生車子碰撞的事故時與她對峙的同時出手讓君子坐上自己的車。 | 64                            | 詹雅菁   | 許淑嬪     | 楊樂瑤   |

## 原聲帶
- Part.1（發行日期：2017年4月29日）

| 曲序 | 曲目                   | 演唱   | 时长 |
| ---- | ---------------------- | ------ | ---- |
| 1.   | Love Holic（러브홀릭） | 全珉柱 | 3:18 |
| 2.   | Love Holic（Inst.）    |        | 3:18 |

- Part.2（發行日期：2017年5月6日）

| 曲序 | 曲目                             | 演唱   | 时长 |
| ---- | -------------------------------- | ------ | ---- |
| 1.   | 命運欺騙了我（운명이 날 속여서） | 金炫廷 | 3:17 |
| 2.   | 命運欺騙了我（Inst.）            |        | 3:17 |

- Part.3（發行日期：2017年5月20日）

| 曲序 | 曲目           | 演唱   | 时长 |
| ---- | -------------- | ------ | ---- |
| 1.   | 玩火（불장난） | 張允瀞 | 3:16 |
| 2.   | 玩火（Inst.）  |        | 3:16 |

- Part.4（發行日期：2017年7月8日）

| 曲序 | 曲目                    | 演唱   | 时长 |
| ---- | ----------------------- | ------ | ---- |
| 1.   | 愛情說（사랑이 말해요） | 卞真燮 | 3:47 |
| 2.   | 愛情說（Inst.）         |        | 3:47 |

- All Track（發行日期：2017年10月14日）

| 曲序 | 曲目                                         | 演唱   | 时长 |
| ---- | -------------------------------------------- | ------ | ---- |
| 1.   | Love Holic（러브홀릭）                       | 全珉柱 | 3:18 |
| 2.   | 命運欺騙了我（운명이 날 속여서）             | 金炫廷 | 3:17 |
| 3.   | 玩火（불장난）                               | 張允瀞 | 3:16 |
| 4.   | 愛情說（사랑이 말해요）                      | 卞真燮 | 3:47 |
| 5.   | Love Holic（Inst.）                          |        | 3:18 |
| 6.   | 命運欺騙了我（Inst.）                        |        | 3:17 |
| 7.   | 玩火（Inst.）                                |        | 3:16 |
| 8.   | 愛情說（Inst.）                              |        | 3:47 |
| 9.   | 姐姐風采依舊（언니는 살아있다）              |        | 1:45 |
| 10.  | Secret Truth                                 |        | 1:15 |
| 11.  | Karma                                        |        | 2:37 |
| 12.  | Into Flames                                  |        | 1:51 |
| 13.  | Sadly Ever After                             |        | 1:53 |
| 14.  | A Sad Affair                                 |        | 2:12 |
| 15.  | 都沒事（괜찮아 모두）                        |        | 2:43 |
| 16.  | Hari's Theme                                 |        | 2:37 |
| 17.  | My Happy Home                                |        | 1:24 |
| 18.  | 小氣鬼爸爸 大醬媽媽（짠돌이 아빠 된장 엄마） |        | 1:29 |

### 其他搭配歌曲
- 台灣衛視中文台版本
  - 片頭曲：吳汶芳《總有一天》
  - 片尾曲：李毓芬《早應該》

- 台灣八大戲劇台版本
  - 片頭曲：王笠人《你是答案》
  - 片尾曲：王笠人《如果我們再相遇》

## 收視率

### 韓國SBS
| 集數       | 播出日期   | TNmS 收視率      | TNmS 收視率    | AGB 收視率       | AGB 收視率     |
| 集數       | 播出日期   | 大韓民國（全國） | 首爾（首都圈） | 大韓民國（全國） | 首爾（首都圈） |
| ---------- | ---------- | ---------------- | -------------- | ---------------- | -------------- |
| 1          | 2017/04/15 | 6.1%             | 6.4%           | 6.6%             | 7.1%           |
| 2          | 2017/04/15 | 8.0%             | 8.6%           | 8.7%             | 9.4%           |
| 3          | 2017/04/22 | 6.1%             | 7.0%           | 6.1%             | 6.8%           |
| 4          | 2017/04/22 | 8.8%             | 9.7%           | 8.5%             | 9.2%           |
| 5          | 2017/04/29 | 6.0%             | 7.3%           | 6.5%             | 6.6%           |
| 6          | 2017/04/29 | 9.3%             | 11.2%          | 10.1%            | 10.3%          |
| 7          | 2017/05/06 | 6.8%             | 7.5%           | 7.1%             | 7.7%           |
| 8          | 2017/05/06 | 11.1%            | 12.5%          | 12.2%            | 13.4%          |
| 9          | 2017/05/13 | 6.5%             | 7.3%           | 6.7%             | 7.2%           |
| 10         | 2017/05/13 | 10.5%            | 10.8%          | 12.0%            | 12.6%          |
| 11         | 2017/05/20 | 8.1%             | 8.7%           | 8.7%             | 9.2%           |
| 12         | 2017/05/20 | 9.4%             | 10.6%          | 10.9%            | 11.5%          |
| 13         | 2017/05/27 | 6.4%             | 7.9%           | 7.1%             | 7.8%           |
| 14         | 2017/05/27 | 10.5%            | 10.5%          | 12.6%            | 13.9%          |
| 15         | 2017/06/03 | 7.5%             | 9.0%           | 7.4%             | 7.6%           |
| 16         | 2017/06/03 | 12.7%            | 13.7%          | 13.4%            | 14.1%          |
| 17         | 2017/06/10 | 7.1%             | 8.0%           | 7.9%             | 8.6%           |
| 18         | 2017/06/10 | 12.0%            | 12.6%          | 12.4%            | 13.3%          |
| 19         | 2017/06/17 | 6.6%             | 7.2%           | 7.3%             | 7.7%           |
| 20         | 2017/06/17 | 11.2%            | 12.2%          | 12.6%            | 12.9%          |
| 21         | 2017/06/24 | 6.7%             | 7.9%           | 6.7%             | 7.1%           |
| 22         | 2017/06/24 | 11.4%            | 13.1%          | 12.5%            | 13.4%          |
| 23         | 2017/07/01 | 7.2%             | 8.0%           | 8.4%             | 9.0%           |
| 24         | 2017/07/01 | 10.9%            | 11.2%          | 13.6%            | 14.3%          |
| 25         | 2017/07/08 | 9.8%             | 10.4%          | 9.5%             | 10.4%          |
| 26         | 2017/07/08 | 15.0%            | 15.7%          | 14.4%            | 15.7%          |
| 27         | 2017/07/15 | 9.0%             | 10.8%          | 9.2%             | 10.2%          |
| 28         | 2017/07/15 | 14.5%            | 16.0%          | 15.5%            | 16.8%          |
| 29         | 2017/07/22 | 9.6%             | 10.8%          | 10.2%            | 11.5%          |
| 30         | 2017/07/22 | 15.8%            | 16.8%          | 17.9%            | 19.7%          |
| 31         | 2017/07/29 | 10.6%            | 11.0%          | 9.7%             | 10.9%          |
| 32         | 2017/07/29 | 16.8%            | 17.0%          | 15.8%            | 17.2%          |
| 33         | 2017/08/05 | 10.1%            | 10.2%          | 10.5%            | 11.2%          |
| 34         | 2017/08/05 | 16.1%            | 16.0%          | 17.9%            | 19.1%          |
| 35         | 2017/08/12 | 9.9%             | 10.5%          | 10.2%            | 11.1%          |
| 36         | 2017/08/12 | 16.9%            | 17.3%          | 17.6%            | 18.5%          |
| 37         | 2017/08/19 | 10.4%            | 11.0%          | 12.4%            | 13.3%          |
| 38         | 2017/08/19 | 18.3%            | 19.4%          | 19.5%            | 21.0%          |
| 39         | 2017/08/26 | 11.3%            | 12.5%          | 10.9%            | 11.9%          |
| 40         | 2017/08/26 | 18.3%            | 19.1%          | 19.0%            | 20.3%          |
| 41         | 2017/09/02 | 10.9%            | 12.1%          | 12.0%            | 13.4%          |
| 42         | 2017/09/02 | 16.5%            | 17.6%          | 17.7%            | 19.4%          |
| 43         | 2017/09/02 | 17.5%            | 18.2%          | 18.4%            | 19.9%          |
| 44         | 2017/09/02 | 18.3%            | 18.6%          | 19.3%            | 20.8%          |
| 45         | 2017/09/09 | 8.7%             | 10.0%          | 9.7%             | 11.3%          |
| 46         | 2017/09/09 | 16.9%            | 17.8%          | 17.7%            | 19.1%          |
| 47         | 2017/09/09 | 18.3%            | 18.8%          | 19.6%            | 20.9%          |
| 48         | 2017/09/09 | 19.7%            | 20.0%          | 21.1%            | 22.3%          |
| 49         | 2017/09/16 | 11.8%            | 13.5%          | 12.0%            | 13.2%          |
| 50         | 2017/09/16 | 18.8%            | 19.8%          | 19.4%            | 20.5%          |
| 51         | 2017/09/16 | 19.8%            | 19.6%          | 20.5%            | 21.7%          |
| 52         | 2017/09/16 | 20.2%            | 20.6%          | 20.9%            | 22.0%          |
| 53         | 2017/09/23 | 10.7%            | 11.7%          | 10.2%            | 10.7%          |
| 54         | 2017/09/23 | 17.8%            | 18.8%          | 18.1%            | 18.8%          |
| 55         | 2017/09/23 | 20.4%            | 21.7%          | 20.5%            | 21.5%          |
| 56         | 2017/09/23 | 21.0%            | 22.4%          | 20.4%            | 21.5%          |
| 57         | 2017/09/30 | 13.0%            | 14.5%          | 12.8%            | 13.8%          |
| 58         | 2017/09/30 | 19.0%            | 20.1%          | 19.1%            | 20.2%          |
| 59         | 2017/09/30 | 20.5%            | 21.7%          | 21.1%            | 22.0%          |
| 60         | 2017/09/30 | 20.8%            | 22.4%          | 21.2%            | 22.5%          |
| 61         | 2017/10/07 | 7.4%             | 8.8%           | 8.2%             | 9.3%           |
| 62         | 2017/10/07 | 17.9%            | 18.5%          | 18.5%            | 20.2%          |
| 63         | 2017/10/07 | 20.0%            | 20.7%          | 20.4%            | 21.8%          |
| 64         | 2017/10/07 | 22.1%            | 22.6%          | 22.6%            | 23.8%          |
| 65         | 2017/10/14 | 12.9%            | 15.0%          | 13.6%            | 15.1%          |
| 66         | 2017/10/14 | 20.5%            | 22.6%          | 21.3%            | 23.1%          |
| 67         | 2017/10/14 | 23.5%            | 24.4%          | 23.5%            | 24.3%          |
| 68         | 2017/10/14 | 23.3%            | 23.7%          | 24.0%            | 24.8%          |
| 平均收視率 | 平均收視率 | 13.3%            | 14.3%          | 14.0%            | 15.0%          |

- 收視最低的集數以藍色表示，收視最高的集數以紅色表示，而空格則表示該集的收視沒有相關數據。

### 台灣衛視中文台
| 周數 | 集數  | 播出日期               | 收視率 | 排名 |
| ---- | ----- | ---------------------- | ------ | ---- |
| 1    | 1-6   | 2018年2月21日－2月23日 | <0.75  | -    |
| 2    | 7-16  | 2018年2月26日－3月2日  | <0.71  | -    |
| 3    | 17-26 | 2018年3月5日－3月9日   | <0.67  | -    |
| 4    | 27-36 | 2018年3月12日－3月16日 | <0.65  | -    |
| 5    | 37-44 | 2018年3月19日－3月23日 | 0.70   | 6    |
| 6    | 45-49 | 2018年3月26日－3月30日 | 0.86   | 4    |
| 7    | 50-54 | 2018年4月2日－4月6日   | 0.98   | 3    |
| 8    | 55-59 | 2018年4月9日－4月13日  | 1.02   | 3    |
| 9    | 60-64 | 2018年4月16日－4月20日 | 1.25   | 3    |
| 10   | 65-69 | 2018年4月23日－4月27日 | 1.48   | 3    |
| 11   | 70-74 | 2018年4月30日－5月4日  | 1.39   | 3    |
| 12   | 75-79 | 2018年5月7日－5月11日  | 1.52   | 3    |
| 13   | 80    | 2018年5月14日          | 2.05   | 3    |

- 資料來源：凱絡媒體週報（页面存档备份，存于）。

## 同時段作品

### 同時段競爭作品
- KBS2 週末連續劇：《爸爸好奇怪》、《我的黃金光輝人生》
- MBC 週末連續劇：《你太過分了》、《擺飯桌的男人》
- MBC 週末特別計劃連續劇：《爸爸，我来伺候你》、《小偷傢伙，小偷大人》
- tvN 金土連續劇：《芝加哥打字機》（至2017年6月3日）
- tvN 週末連續劇：《秘密森林》、《名不虛傳》、《卞赫的愛情》（2017年6月10日起）
- OCN 週末連續劇：《隧道》、《Duel》、《救救我》、《Black》

## 提名&得獎列表
| 年度   | 頒獎典禮     | 獎項                              | 入圍者 | 結果 |
| 2017年 | SBS演技大獎  | 大獎                              | 孫暢敏 | 提名 |
| 2017年 | SBS演技大獎  | 大獎                              | 張瑞希 | 提名 |
| 2017年 | SBS演技大獎  | 日日及週末劇部門 男子最優秀演技獎 | 孫暢敏 | 獲獎 |
| 2017年 | SBS演技大獎  | 日日及週末劇部門 女子最優秀演技獎 | 張瑞希 | 獲獎 |
| 2017年 | SBS演技大獎  | 年度角色演技獎                    | 金多順 | 提名 |
| 2017年 | SBS演技大獎  | 日日及週末劇部門 男子優秀演技獎   | 安內相 | 獲獎 |
| 2017年 | SBS演技大獎  | 日日及週末劇部門 女子優秀演技獎   | 孫汝恩 | 獲獎 |
| 2017年 | SBS演技大獎  | 女子新人演技獎                    | 金珠賢 | 提名 |
| 2017年 | SBS演技大獎  | 女子新人演技獎                    | 金多順 | 獲獎 |
| 2017年 | SBS演技大獎  | 青少年演技獎                      | 吳兒璘 | 提名 |
| 2018年 | 百想藝術大獎 | 電視部門 女子新人演技獎           | 金多順 | 提名 |

## 記事
- 張瑞希與金順玉編劇繼電視劇《妻子的誘惑》後時隔9年再次合作，與崔英勳導演亦是繼電視劇《婦產科》後時隔7年再次合作。
- 金守美與卞貞秀是繼《愛情萬萬歲》後時隔5年再度飾演母女，亦是繼《湔雪的魔女》後第三度合作。
- 卞貞秀與梁瀞疋是繼《妻子的叛亂（朝鲜语：아내의 반란）》後時隔13年再度合作。
- 張瑞希與安內相是繼《愛情餐歌》後時隔12年再度合作。
- 姜河莉一角曾傳出有望由趙寶兒飾演。[4]
- 此劇於2017年9月2日起將原本一集（70分鐘）拆分為兩集（35分鐘），令SBS週末連續劇將一日連播四集。
- 此劇編劇金順玉為《來了！張寶利》之編劇，此劇更請來《來了！張寶利》中演員客串，如飾演琴益賢會長派來的指示－延敏靜的李幼梨。（李幼梨飾演的角色與《來了！張寶利》同名）

## 腳註
1. ↑  加長的八集以35分鐘為單位。
2. 1 2 3 4 5 6 7 8 9 10  台灣福斯傳媒集團、八大電視、中視與東森電視以及星馬新傳媒U頻道購入晶讚製作[1]配音的版本
3. ↑  此處為張瑞希與金順玉編劇合作的《妻子的誘惑》之惡搞。
4. ↑  第9集履歷表上的漢字為「姜嘏利」，但第15集履歷表上的漢字則為「姜蝦利」。
5. ↑  第36集，身份證上的漢字為。
6. ↑  第36集，身份證上的漢字為。
7. ↑  第15集，羅家門牌的漢字為「羅大人」。
8. ↑  第11集，履歷表上的漢字為「姜昰涗」。
9. ↑  第7集，離婚協議書上印章的漢字為「秋太秀」。
10. ↑  第7集，身份確認書上的漢字為。
11. ↑  第7集，身份確認書上的漢字為。
12. ↑  第7集，身份確認書上的漢字為。
13. ↑  與《來了！張寶利》中，由她出演的著名奸角同名。香港有線電視版本譯為「廉敏靜」，與有線電視2014年播映《我係張寶利》時的譯名「延玟廷」不同。
14. ↑  因播出第19屆大韓民國總統選舉特別節目，延遲15分鐘播出。
15. ↑  因轉播球賽，延遲1小時15分鐘播出。
16. ↑  因轉播韓國國家足球隊友誼賽賽事，提早10分鐘播放，導致61集收視大幅下降。

## 外部鏈接
- 韓國SBS官方網站 （页面存档备份，存于）
- 香港有線電視官方網站 （页面存档备份，存于）（繁體中文）
- 台灣衛視中文台官方網站（繁體中文）
- 台灣八大電視官方網站 （页面存档备份，存于）（繁體中文）
- 台灣東森電視官方網站（繁體中文）
- Daum上《姐姐風采依舊》的資料
- NAVER上《姐姐風采依舊》的資料

| SBS 週末劇                                 | SBS 週末劇                                     | SBS 週末劇 |
| ------------------------------------------ | ---------------------------------------------- | ---------- |
|                                            | 姐姐風采依舊 （2017年4月15日－2017年10月14日） |            |
| 我們的甲順 （2016年8月27日－2017年4月8日） | Bravo My Life （2017年10月21日－2018年2月3日） |            |

| 新加坡、 马来西亚、 印度尼西亞[a]、 柬埔寨 SONY ONE 星期六 15:15 - 17:45（UTC+8） | 新加坡、 马来西亚、 印度尼西亞[a]、 柬埔寨 SONY ONE 星期六 15:15 - 17:45（UTC+8） | 新加坡、 马来西亚、 印度尼西亞[a]、 柬埔寨 SONY ONE 星期六 15:15 - 17:45（UTC+8） |
| --------------------------------------------------------------------------------- | --------------------------------------------------------------------------------- | --------------------------------------------------------------------------------- |
|                                                                                   | 姐姐还活着（原音版） （2017年5月13日－2017年11月11日）                            |                                                                                   |
| 我们甲顺 （2016年9月10日－2017年5月6日）                                          | 精彩我生活 （2017年11月18日－2018年2月24日）                                      |                                                                                   |
| 新加坡、 马来西亚、 柬埔寨 SONY ONE 星期二至五 18:55 - 20:10(UTC+8)               |                                                                                   |                                                                                   |
| 戏子 （2018年3月2日－2018年4月3日）                                               | 姐姐还活着（配音版） （2018年4月4日－2018年7月5日）                               | 大撲 （2018年7月6日－2018年8月16日）                                              |

| 香港 有線劇集台 每日 12:00 - 13:00                                                 | 香港 有線劇集台 每日 12:00 - 13:00           | 香港 有線劇集台 每日 12:00 - 13:00      |
| ---------------------------------------------------------------------------------- | -------------------------------------------- | --------------------------------------- |
|                                                                                    | 姐姐還活著 （2018年1月1日－2018年3月14日）   |                                         |
| 我的金雨 （2017年11月30日－2017年12月29日）                                        | 回來的福丹芝 （2018年3月15日－2018年6月3日） |                                         |
| 香港 奇妙77台 星期二至六 00:30 - 01:25 · 5月30日至6月1日及8月21日至9月1日 暫停播映 |                                              |                                         |
| 奪命殺聲 （2018年4月19日－2018年5月16日）                                          | 姐姐還活著 （2018年5月17日－2018年9月13日）  | 大凶捕 （2018年9月14日－2018年9月15日） |

| 臺灣 衛視中文台 星期一至五 20:00 - 22:00（兩集連播） · 3月22日至5月14日 21:00 - 22:00                  | 臺灣 衛視中文台 星期一至五 20:00 - 22:00（兩集連播） · 3月22日至5月14日 21:00 - 22:00 | 臺灣 衛視中文台 星期一至五 20:00 - 22:00（兩集連播） · 3月22日至5月14日 21:00 - 22:00 |
| --- | ------------------------------------------------------------------------------------- | ------------------------------------------------------------------------------------- |
| | 姐姐還活著 （2018年2月21日－2018年5月14日）                                           |                                                                                       |
| 主君的面具 （2018年1月24日－2018年2月14日）燦爛的守護神－鬼怪（重播） （2018年1月29日－2018年2月20日） | 藍色海洋的傳說（重播） （2018年5月15日－2018年6月4日）                                |                                                                                       |
| 臺灣 星衛娛樂台 星期一至五 19:10 - 20:50（兩集連播） · 3月19日 20:00 - 20:50 · 5月14日 19:10 - 20:00   |                                                                                       |                                                                                       |
| 王在相愛（重播） （2018年2月6日－2018年3月16日）                                                       | 姐姐還活著 （2018年3月19日－2018年5月14日）                                           | 主君的面具（重播） （2018年5月14日－2018年6月20日）                                   |
| 臺灣 FOX、FOX HD 星期一至五 20:00 - 22:00（兩集連播）                                                  |                                                                                       |                                                                                       |
| 加油吧！河娜（重播） （2018年5月1日－2018年5月15日）                                                   | 姐姐還活著 （2018年5月16日－2018年7月10日）                                           | 無限挑戰（重播） （2018年7月11日－2018年7月20日）                                     |

| 臺灣 八大戲劇台 星期一至五 20:00 - 22:00 · 9月27日至10月1日 21:00 - 22:00 · 11月19日至26日 20:00 - 21:00 | 臺灣 八大戲劇台 星期一至五 20:00 - 22:00 · 9月27日至10月1日 21:00 - 22:00 · 11月19日至26日 20:00 - 21:00 | 臺灣 八大戲劇台 星期一至五 20:00 - 22:00 · 9月27日至10月1日 21:00 - 22:00 · 11月19日至26日 20:00 - 21:00 |
| --- | --- | --- |
| | 姐姐還活著 （2018年9月27日－2018年11月26日）                                                             | |
| 你是禮物 （2018年8月1日－2018年10月1日）                                                                 | 我的愛屬於你 （2018年11月19日－2019年2月5日）                                                            | |

| 新加坡 新傳媒U頻道 星期一至五 19:00 - 21:00 · （重播）00:30 - 02:30 | 新加坡 新傳媒U頻道 星期一至五 19:00 - 21:00 · （重播）00:30 - 02:30      | 新加坡 新傳媒U頻道 星期一至五 19:00 - 21:00 · （重播）00:30 - 02:30 |
| ------------------------------------------------------------------- | ------------------------------------------------------------------------ | ------------------------------------------------------------------- |
|                                                                     | 姐姐還活著 （华语及韩语，双声道播出） （2019年3月18日－2019年5月7日） PG |                                                                     |
| 爸爸好奇怪 （2019年1月21日－2019年3月15日）                         | 做飯的男人 （2019年5月8日－2019年6月25日）                               |                                                                     |

| 臺灣 中視 星期六、日 10:00 - 12:00（兩集連播） · 11月23日 11:00 - 12:00 · 4月5日 11:00 - 12:00 | 臺灣 中視 星期六、日 10:00 - 12:00（兩集連播） · 11月23日 11:00 - 12:00 · 4月5日 11:00 - 12:00 | 臺灣 中視 星期六、日 10:00 - 12:00（兩集連播） · 11月23日 11:00 - 12:00 · 4月5日 11:00 - 12:00 |
| ---------------------------------------------------------------------------------------------- | ---------------------------------------------------------------------------------------------- | ---------------------------------------------------------------------------------------------- |
|                                                                                                | 姐姐還活著 （2019年11月23日－2020年4月5日）                                                    |                                                                                                |
| 守護者K2 （2019年10月12日－2019年11月23日）                                                    | 雲畫的月光（重播） （2020年4月11日－2020年5月24日）                                            |                                                                                                |

| 臺灣 東森戲劇台 星期一至五 20:00 - 22:00（兩集連播） · 5月26日至6月15日 20:00 - 21:00 | 臺灣 東森戲劇台 星期一至五 20:00 - 22:00（兩集連播） · 5月26日至6月15日 20:00 - 21:00 | 臺灣 東森戲劇台 星期一至五 20:00 - 22:00（兩集連播） · 5月26日至6月15日 20:00 - 21:00 |
| ------------------------------------------------------------------------------------- | ------------------------------------------------------------------------------------- | ------------------------------------------------------------------------------------- |
|                                                                                       | 姊姊還活著！ （2022年4月13日－2022年6月15日）                                         |                                                                                       |
| 茶金 （2022年1月28日－2022年2月4日）                                                  | 女王的家 （2022年7月27日－2022年8月25日）                                             |                                                                                       |

| 臺灣 EYE TV 戲劇台 星期一至五 05:00 - 06:00 | 臺灣 EYE TV 戲劇台 星期一至五 05:00 - 06:00 | 臺灣 EYE TV 戲劇台 星期一至五 05:00 - 06:00 |
| ------------------------------------------- | ------------------------------------------- | ------------------------------------------- |
|                                             | 姊姊還活著 （2022年8月9日－2023年2月1日）   |                                             |
| 延遲的正義 （2022年6月9日－2022年8月8日）   | 對，因為是家人 （2023年2月2日－）           |                                             |

^ a.受SONY ONE印尼版本於2017年10月1日起分途廣播之影響，印尼地區只播映至第42集（原版第44集）。